# كليفورد لويك
كليفورد لويك مواليد 28 يونيو 1941، هو لاعب كرة سلة إسباني سابق بدأ مسيرته الاحترافية في سنة 1962. يبلغ طوله 6 قدم 7 بوصة (2.0 م). اعتزل اللعب في 1978.

## فرق لعب لها
- ريال مدريد بالونكيستو

## الميداليات
| الميدالية | المسابقة                         |
| --------- | -------------------------------- |
| فضية      | بطولة أمم أوروبا لكرة السلة 1973 |

## روابط خارجية
- كليفورد لويك على موقع الاتحاد الدولي لكرة السلة (الإنجليزية)
- كليفورد لويك على موقع سبورتس رفرنس (الإنجليزية)
- كليفورد لويك على موقع كلية كرة السلة في سبورتس رفرنس.كوم (الإنجليزية)
- كليفورد لويك على موقع ريلجم (الإنجليزية)
- كليفورد لويك على موقع سبورتس رفرنس (الإنجليزية)
- كليفورد لويك على موقع الدوري الإسباني لكرة السلة (الإسبانية)
- كليفورد لويك على موقع اللجنة الأولمبية الدولية (الإنجليزية)
- كليفورد لويك على موقع أوليمبيديا (الإنجليزية)
- كليفورد لويك على موقع اللجنة الأولمبية الإسبانية (الإسبانية)